# 锦屏镇 (蓬安县)
锦屏镇，是中华人民共和国四川省南充市蓬安县下辖的一个乡镇级行政单位。2019年10月，撤销两路乡和长梁乡，将其所属行政区域划归锦屏镇管辖。

## 行政区划
锦屏镇下辖以下地区：
锦屏社区、北门村、石子岭村、玉房村、嘉陵村、岳家沟村、鹅公山村、河垭口村、天星村、金凤村、龙潭村、张家沟村、双桥子村、莲花村、西拱桥村、盐井坝村、卢家坪村、胡家浩村和金鸡口村。
射虹铺村、沙埂子村、葫芦包村、狮儿梁村、谢家沟村、鹅项颈村、石佛寺村、中坝村、石狮子村、蔡家渡村、文昌村、邓家渡村、金坡梁村、桐桷寨村、石板沟村和燕子窝村。
灶房湾村、木梳垭村、永庆观村、高山沟村、石板店村、新庙子村、两路口村、黄莲垭村和潘家店村。